# Стрибки у воду на Чемпіонаті світу з водних видів спорту 2015 — синхронний трамплін, 3 метри (чоловіки)
Змагання зі стрибків у воду з триметрового синхронного трампліна серед чоловіків на Чемпіонаті світу з водних видів спорту 2015 відбулись 28 липня.

## Результати
Попередній раунд розпочався о 10:00. Фінал розпочався о 19:30.
Зеленим позначено фіналістів
| Місце | Країна          | Стрибуни                          | Попередній раунд | Попередній раунд | Фінал  | Фінал |
| Місце | Країна          | Стрибуни                          | Очки             | Місце            | Очки   | Місце |
| ----- | --------------- | --------------------------------- | ---------------- | ---------------- | ------ | ----- |
| 1     | Китай           | Цао Юань Цінь Кай                 | 434.43           | 2                | 471.45 | 1     |
| 2     | Росія           | Євген Кузнецов Ілля Захаров       | 448.68           | 1                | 459.18 | 2     |
| 3     | Велика Британія | Джек Лафер Кріс Мірс              | 417.33           | 4                | 445.20 | 3     |
| 4     | Україна         | Олександр Горшковозов Ілля Кваша  | 397.98           | 8                | 436.53 | 4     |
| 5     | Канада          | Філіпп Ганьє Франсуа Імбо-Дюлак   | 373.59           | 12               | 408.66 | 5     |
| 6     | Німеччина       | Штефан Фек Патрік Гаусдінґ        | 410.85           | 6                | 406.80 | 6     |
| 7     | США             | Сем Дорман Крістіан Іпсен         | 404.13           | 7                | 405.99 | 7     |
| 8     | Мексика         | Джахір Окампо Роммель Пачеко      | 422.25           | 3                | 405.21 | 8     |
| 9     | Італія          | Андреа Кьярабіні Джованні Точчі   | 412.17           | 5                | 402.00 | 9     |
| 10    | Малайзія        | Ахмад Азман Цзи Лян Оой           | 374.97           | 11               | 401.37 | 10    |
| 11    | Японія          | Сьо Сакаї Кен Тераучі             | 394.50           | 9                | 389.94 | 11    |
| 12    | Австралія       | Джеймс Коннор Грант Нел           | 384.87           | 10               | 387.69 | 12    |
| 13    | Польща          | Кацпер Лесяк Анджей Жешутек       | 370.08           | 13               |        |       |
| 13    | Бразилія        | Ян Матос Луїс Феліпе Отерело      | 370.08           | 13               |        |       |
| 15    | Південна Корея  | Кім Йон Нам У Ха Рам              | 368.88           | 15               |        |       |
| 16    | Колумбія        | Себастьян Моралес Себастьян Вілья | 362.19           | 16               |        |       |
| 17    | Іспанія         | Ніколас Гарсія Ектор Гарсія       | 360.03           | 17               |        |       |
| 18    | Норвегія        | Філіп Девор Даніель Єнсен         | 338.31           | 18               |        |       |
| 19    | Чилі            | Дієго Каркін Донато Неглія        | 332.94           | 19               |        |       |
| 20    | Єгипет          | Емадельдін Абделлатіф Юссеф Еззат | 320.13           | 20               |        |       |